# Gerbépal
Gerbépal là một xã ở tỉnh Vosges trong tổng Corcieux của Pháp. Xã Gerbépal có diện tích 19,18  km², dân số năm 1999 là 503 người. Gerbépal nằm ở khu vực có độ cao trung bình 630 m trên mực nước biển.

## Biến động dân số
| 1962                                         | 1968 | 1975 | 1982 | 1990 | 1999 |
| -------------------------------------------- | ---- | ---- | ---- | ---- | ---- |
| 431                                          | 449  | 380  | 436  | 483  | 503  |
| Số liệu từ năm 1962: Dân số không tính trùng |      |      |      |      |      |